# Министерство внутренних дел Российской Федерации
Министерство внутренних дел Российской Федерации (сокращённо МВД России (официально), МВД РФ) — федеральный орган исполнительной власти, осуществляющий функции по выработке и реализации государственной политики и нормативно-правовому регулированию в сфере внутренних дел, в сфере контроля за оборотом наркотических средств, психотропных веществ и их прекурсоров, в сфере миграции, а также правоприменительные функции по федеральному государственному контролю (надзору) в сфере внутренних дел. Подследственность органов внутренних дел регулирует УПК России. В МВД России, как в СК России и МЧС России, предусмотрена правоохранительная и федеральная гражданская госслужба. Относится к государственным военизированным организациям, которые имеют право приобретать боевое ручное стрелковое и иное оружие. На 2017 год МВД России по численности являлось третьей полицейской силой в мире (после Китая и Индии, превосходя их по количеству полицейских на 100 000 жителей).

## История

### МВД Российской империи
8 (20) сентября 1802 был утверждён манифест Александра I «Об учреждении министерств». Наряду с другими было создано так же и министерство внутренних дел России. Первым министром внутренних дел был назначен граф Виктор Павлович Кочубей. Товарищем министра стал граф Павел Александрович Строганов. Изначально предполагалось, что деятельность министерства будет отделена от охранительной полиции. Однако, после присоединения министерства полиции к МВД в 1819 году этот характер изменился и полиция вошла в его состав. В 1826 году «особенная канцелярия» бывшего министра полиции была выделена в самостоятельное III отделение Собственной Е. И. В. канцелярии; попечение о государственном и народном хозяйстве отошло отчасти в ведение министерств финансов и государственных имуществ.
16 (28) июня 1870 года было утверждено новое «Городовое положение», по которому главным органом городского управления является городская дума, а исполнительным органом — городская управа, в чьи обязанности входило заботиться о покрытии расходов на полицию, пожарную часть, воинский постой, устройство и содержание арестантских помещений. Затем, в 1880 году III отделение было возвращено в состав МВД и с тех пор заведовало корпусом жандармов. В 1884 году в МВД было создано Главное управление почт и телеграфов. Заведование тюремной частью передано 13 (25) декабря 1895 года из МВД в министерство юстиции. 12 (25) августа 1902 года министром внутренних дел утверждается положение «О начальниках разыскных отделений». На следующий день департамент полиции издал циркуляр о разграничении компетенций жандармерий и охранных отделений.
26 апреля (9 мая) 1906 года император Николай II назначил министром внутренних дел Петра Аркадьевича Столыпина. Министр в то время отвечал почти за всё: за поддержание полицейского порядка, работу почты и телеграфа и достоверность статистики, за обеспечением населения продовольствием, следил за строительством, ведал пожарной частью и местными судами. Назначение на пост министра совпало с началом работы I созыва Государственной думы, открыто выступающей против существующей власти. Столыпин же противостоял оппозиции и настаивал, что «надлежит справедливо и твёрдо охранять порядок в России». Столыпин издал указ о военно-полевых судах, которые рассматривали дела в течение двух дней, а приговор исполняли в течение дня после его объявления. В результате ему удалось утихомирить революционную волну. Он же издал указ, согласно которому крестьянам выдавались паспорта и они уравнивались в правах с остальными сословиями Российской империи.
28 февраля (13 марта) 1917 года забастовки в Петрограде перерастают в восстание против самодержавия. Тогда на сторону рабочих перешли некоторые армейские части: Павловский, Волынский, Литовский, Преображенский и другие полки. На заседании Петроградской городской думы было объявлено о создании столичной милиции. Повсеместно возникают перестрелки с полицией. В марте 1917 года МВД России перестаёт существовать как единый государственный централизованный орган. 3 (16) марта 1917 года Временное правительство официально объявило, что важнейшей задачей новой власти является замена полицейских органов народной милицией. Спустя три дня правительство ликвидировало отдельный корпус жандармов. 11 (24) марта 1917 года было опубликовано постановление Временного правительства «Об упразднении Департамента полиции и об учреждении Временного управления по делам общественной полиции и обеспечению имущественной безопасности граждан». 15 (28) июня 1917 года постановлением Временного правительства Временное управление по делам общественной полиции переименовывается в Главное управление по делам милиции (Главмилиция).

### Двоевластие

#### НКВД РСФСР
25 октября (7 ноября) 1917 года после вооружённого восстания в Петрограде государственная власть переходит к Всероссийскому Съезду Советов рабочих и солдатских депутатов, исполнительным органом которого является Всероссийский центральный исполнительный комитет. 2-й Всероссийский съезд Советов создал Совет народных комиссаров, который возглавил 13 комиссариатов, в том числе и Народный комиссариат внутренних дел. 7 (20) декабря 1917 года Совнарком РСФСР принял решение о создании Всероссийской чрезвычайной комиссии (ВЧК при СНК РСФСР) по борьбе с контрреволюцией и саботажем. Председателем комиссии назначен Ф. Э. Дзержинский. ВЧК в состав НКВД РСФСР не входила, являясь самостоятельным органом. 10 мая 1918 года коллегия НКВД РСФСР принимает решение, что «милиция существует как постоянный штат людей, исполняющих специальные функции», а уже 15 мая направляет в губисполкомы телеграфное распоряжение об организации штатной рабоче-крестьянской милиции. В марте 1919 года Феликс Дзержинский был назначен наркомом внутренних дел, сохраняя пост председателя ВЧК.

#### МВД Российского государства
Во время гражданской войны бывшая Российская империя была разделена на несколько частей. Часть её делили между собой РСФСР и Российское государство под руководством Верховного правителя Александра Колчака. На территории, занимаемой Белой армией, действовали по большей части дореволюционные законы. 15 июля 1918 года было издано положение Временного Сибирского правительства «Об охране государственного порядка и общественного спокойствия», в котором определялась роль министерства внутренних дел. Милиция Временного Сибирского правительства, впоследствии Российского государства подразделялась на наружную, конную, уголовную, лесную, отряд милиции особого назначения (ОМОН) и резерв.

### НКВД СССР
10 июля 1934 года был образован НКВД СССР, в который вошли комиссариаты союзных республик, в том числе и НКВД Советской России.
В составе НКВД были созданы:
- главное управление госбезопасности (ГУГБ);
- главное управление рабоче-крестьянской милиции (ГУ РКМ);
- главное управление пограничной и внутренней охраны (ГУ ПиВО);
- главное управление пожарной охраны (ГУПО);
- главное управление исправительно-трудовых лагерей и трудовых поселений (ГУЛАГ);
- отдел актов гражданского состояния (см. ЗАГС);
- административно-хозяйственное управление;
- финансовый отдел (ФИНО);
- отдел кадров;
- секретариат;
- особоуполномоченный отдел.

В тот же день 1934 года наркомом внутренних дел СССР назначен Генрих Григорьевич Ягода. Он занимал этот пост до 26 сентября 1936 года, после чего был назначен накркомом связи СССР, затем был арестован и расстрелян по обвинению в государственной измене. 26 сентября 1936 года его место занял Николай Иванович Ежов, руководящий ведомством до 24 ноября 1938 года. Этот период ознаменовался страшными репрессиями и был прозван «ежовщиной».

#### Великая Отечественная война
22 июня 1941 года погранвойска НКВД СССР приняли на себя первый бой, защищая от немецко-фашистских захватчиков Брестскую крепость на западной границе Белорусской ССР, СССР. Её оборона длилась месяц до 23 июля 1941 года. Ни один защитник Брестской крепости не сдался интервентам. Так началась Великая Отечественная война. Гарнизоны 9-й и 10-й дивизий войск НКВД по охране железнодорожных сооружений, охранявшие транспортные коммуникации на территории Украинской ССР, в глубоком тылу противника длительное время продолжали до последнего солдата оборонять объекты. При обороне Москвы были созданы специальные отряды из милиции и других частей НКВД. 9 октября 1941 года начальник Управления НКВД Москвы издал приказ, в котором говорилось:
В целях лучшей управляемости и сплочения всего личного состава НКВД и милиции в военных условиях, а также повышения боевой подготовки приказываю моему заместителю В.Н. Романченко сформировать из личного состава Управления гормилиции, райотделов НКВД и милиции г. Москвы отдельную дивизию. Начальнику Управления пожарной охраны г. Москвы майору госбезопасности И.Н. Троицкому – отдельную бригаду. Заместителю по кадрам т. Запевалину – из сотрудников НКВД особый батальон.
19 октября 1941 года Государственный комитет обороны ввёл в Москве осадное положение. В условиях осаждённого города московская милиция была переведена на режим военного времени (двухсменный режим работы по 12 часов, казарменное положение, отмена отпусков) и действовала под девизом: «Милицейский пост — это тоже фронт».
В Ленинграде с 30 июня 1941 года силами ленинградского Управления НКВД была организована заградительная линия с сетью контрольно-пропускных пунктов, создание которых помогло на въезде в город задержать немало вражеских разведчиков. В сентябре 1941 года Вермахт заблокировал все сухопутные дороги к городу. Во время 900-дневной блокады Ленинграда милиционеры и другие сотрудники НКВД принимали активное участие и в боевых действиях в составе частей регулярной Красной Армии и войск НКВД. Сотрудники милиции поддерживали порядок на единственной дороге, связывающей город с «большой землёй» — Дороге жизни. Особое место в работе ленинградской милиции занимала организация МПВО. Каждый район города делился на участки МПВО, соответственно милицейским участкам. Каждый начальник отделения милиции являлся начальником МПВД участка, а участковый уполномоченный — МПВО квартала.

### ВРСФСРв составе СССР
Почти год спустя окончания Великой Отечественной войны, 15 марта 1946 года, V сессия Верховного Совета СССР приняла Закон о преобразовании Совета народных комиссаров СССР в Совет министров СССР, а народных комиссариатов — в министерства. НКВД СССР преобразовывается в Министерство внутренних дел СССР (МВД СССР). 5 марта 1953 года на заседании Пленума ЦК КПСС, Совета Министров СССР и Президиума Верховного Совета СССР рассмотрен вопрос  об объединении министерств ГБ и ВД в одно. Законами от 15 марта они стали одним министерством - внутренних дел, министром которого был назначен Л. П. Берия.
26 июля 1966 года Указом Президиума Верховного Совета СССР «О создании Союзно-республиканского министерства охраны общественного порядка СССР» было восстановлено централизованное управление органами милиции в масштабе страны (МООП СССР). Через 8 дней Верховный Совет СССР утвердил воссоздание союзного ведомства правоохранительных органов. Деятельность милиции регламентировалось Положением о советской милиции от 17 августа 1962 года.

#### После переименования МООП СССР в МВД СССР
В 1968 году было переименование МООП СССР, которое с декабря того же года стало именоваться Министерством внутренних дел СССР.
27 октября 1989 года вновь образовано Министерство внутренних дел РСФСР
В 1978 году принят новый Основной закон РСФСР - Конституция РСФСР. Конкретно упоминаний о МВД в ней не было, а была речь о любом министерстве РСФСР. Полномочия образований и упразднений министерств были предоставлены Президиуму Верховного Совета РСФСР в период между сессиями Верховного Совета с последующим представлением на его утверждение на очередной сессии. Полномочия объединять и направлять работу союзно-республиканских и республиканских министерств РСФСР возложили на Совет Министров РСФСР. Союзно-республиканские министерства обязаны подчиняться Совету Министров РСФСР и соответствующему союзно-республиканскому министерству или государственному комитету СССР, а республиканские министерства только Совету Министров РСФСР. Было также указано об ответственности за состояние и развитие порученных Министерствам сфер управления; праве Министерств в пределах своей компетенции издавать акты на основе и во исполнение законов СССР, РСФСР и решений Верховного Совета СССР и его Президиума, Верховного Совета РСФСР и его Президиума, постановлений и распоряжений Совета Министров СССР и Совета Министров РСФСР, актов соответствующих министерств и государственных комитетов СССР, организуют и проверяют их исполнение.
6 марта 1991 года был принят новый Закон СССР «О советской милиции». Важной вехой в истории советских правоохранительных органов стало принятие СССР в число членов Интерпола на 59-й сессии Генеральной Ассамблеи Интерпола, проходившей в Оттаве 1 — 3 октября 1990 года. 1 января 1991 года. в составе МВД СССР было создано Национальное центральное бюро (НЦБ) Интерпола.
28 ноября 1991 года Указом Президента СССР было утверждено новое Временное положение об МВД СССР, однако оно не успело вступить в силу до распада СССР.
Указом Президента РСФСР от 20 октября 1991 года все формирования Внутренних войск МВД СССР, дислоцированные на территории РСФСР, были приняты под юрисдикцию РСФСР и подчинены республиканскому МВД.
19 декабря президент РСФСР Борис Ельцин подписал постановление российского правительства о прекращении деятельности МВД СССР на территории Российской Федерации. Согласно этому документу, министру внутренних дел РСФСР было поручено осуществить в срок до 25 декабря приемку зданий и сооружений, материально-технической базы, вооружения и другого имущества, финансовых средств и штатной численности упраздняемого МВД СССР. Все органы, учреждения и организации МВД СССР на территории России были переведены под юрисдикцию Российской Федерации с включением их в систему МВД России.
Президент Российской Федерации указом от 02.03.1998 № 216 признал утратившим силу указы президента РСФСР:
- от 20 октября 1991 г. №146 "О передаче внутренних  войск Министерства внутренних дел СССР, дислоцирующихся на   территории   РСФСР,   под   юрисдикцию   Российской  Советской Федеративной   Социалистической   Республики"   (Ведомости   Съезда народных  депутатов  РСФСР  и  Верховного Совета РСФСР, 1991, №43, ст. 1405).;
- от  30 ноября  1991 г.  №247  "Об изменениях  в системе оплаты труда осужденных и лиц, содержащихся в лечебно-трудовых   профилакториях   МВД  РСФСР"  (Ведомости  Съезда народных  депутатов  РСФСР  и  Верховного Совета РСФСР, 1991, №49, ст. 1726), кроме пунктов 2 и 5;
- и указ президента  Российской  Федерации  от  6 августа 1992 г. №836  "О  распространении действия статьи 1 Указа Президента РСФСР от  30 ноября  1991 г.  N 247 "Об изменениях в системе оплаты труда осужденных  и  лиц,  содержащихся в лечебно-трудовых профилакториях МВД   РСФСР"   на   осужденных   и   оставленных   для   работы  по хозяйственному  обслуживанию  следственных  изоляторов Министерства безопасности  Российской  Федерации"  (Собрание  актов Президента и Правительства Российской Федерации, 1992, №7, ст. 383).

## Санкции
9 декабря 2022 года, на фоне вторжения России на Украину, Канада внесла в санкционные списки Министерство внутренних дел Российской Федерации из-за «грубых нарушений прав человека». Ранее, глава министерства на момент вторжения Колокольцев также был внесен в санкционные списки всех стран Евросоюза, Канады, Великобритании, США и ряда других стран.

## Численность
Согласно Указу Президента России, от 5 декабря 2022 г. N 878 “Об установлении предельной штатной численности органов внутренних дел Российской Федерации” установлена следующая предельная штатная численность органов внутренних дел Российской Федерации (без персонала по охране и обслуживанию зданий):
а) с 1 января 2023 г. в количестве 922 061 единицы, в том числе 770 599 сотрудников органов внутренних дел Российской Федерации, 17 823 федеральных государственных гражданских служащих, 133 639 работников;
б) с 1 января 2024 г. в количестве 934 011 единиц, в том числе 781 845 сотрудников органов внутренних дел Российской Федерации, 18 018 федеральных государственных гражданских служащих, 134 148 работников;
в) с 1 января 2025 г. в количестве 938 856 единиц, в том числе 786 299 сотрудников органов внутренних дел Российской Федерации, 18 037 федеральных государственных гражданских служащих, 134 520 работников.

## Система министерства
В единую централизованную систему МВД России входят:
- органы внутренних дел, включающие в себя полицию
  - центральный аппарат МВД России
  - территориальные органы МВД России
  - образовательные учреждения системы МВД России
  - научно-исследовательские организации системы МВД России
  - медико-санитарные организации системы МВД России
  - санаторно-курортные организации системы МВД России
  - окружные управления материально-технического снабжения системы МВД России
  - представительства МВД России в иностранных государствах
  - иные организации и подразделения, созданные для выполнения задач и осуществления полномочий, возложенных на органы внутренних дел
- Главное управление по контролю за оборотом наркотиков
- Главное управление по вопросам миграции
- организации и подразделения, созданные для выполнения задач и осуществления полномочий, возложенных на МВД России

### Руководство
Министерство возглавляет министр внутренних дел Российской Федерации, назначаемый указом Президента Российской Федерации. С 2012 года руководит министерством генерал полиции Российской Федерации Колокольцев Владимир Александрович.
Резиденция министра и всего высшего руководства министерства, а также все департаменты и управления расположены в Москве.

### Департаменты и управления
| Следственный департамент | Сергей Николаевич Лебедев генерал-полковник юстиции               |  |  |
| Главное управление по обеспечению безопасности дорожного движения                                                                                           | Михаил Юрьевич Черников генерал-лейтенант полиции                 |  |  |
| Главное управление по обеспечению охраны общественного порядка и координации взаимодействия с органами исполнительной власти субъектов Российской Федерации | Ленар Ринатович Габдурахманов генерал-майор полиции               |  |  |
| Главное управление по противодействию экстремизму | Олег Владимирович Ильиных генерал-лейтенант полиции               |  |  |
| Главное управление собственной безопасности | Александр Иванович Макаров генерал-лейтенант полиции              |  |  |
| Главное управление на транспорте | Олег Викторович Калинкин генерал-лейтенант полиции                |  |  |
| Главное управление по контролю за оборотом наркотиков | Иван Валентинович Горбунов генерал-лейтенант полиции              |  |  |
| Главное управление по вопросам миграции | Валентина Львовна Казакова генерал-лейтенант полиции              |  |  |
| Главное управление уголовного розыска | Виктор Владимирович Голованов генерал-лейтенант полиции           |  |  |
| Главное управление экономической безопасности и противодействия коррупции                                                                                   | Андрей Анатольевич Курносенко генерал-лейтенант полиции           |  |  |
| Главное управление по работе с личным составом | Андрей Петрович Ларионов генерал-лейтенант полиции                |  |  |
| Главное управление оперативного реагирования | Дмитрий Александрович Назаренко генерал-лейтенант полиции         |  |  |
| Департамент делопроизводства и работы с обращениями граждан и организаций                                                                                   | Валерий Алексеевич Майданов генерал-лейтенант внутренней службы   |  |  |
| Департамент информационных технологий, связи и защиты информации                                                                                            | Юрий Витальевич Войнов генерал-лейтенант внутренней службы        |  |  |
| Департамент по материально-техническому и медицинскому обеспечению                                                                                          | Александр Александрович Юрчин генерал-лейтенант внутренней службы |  |  |
| Департамент по финансово-экономической политике и обеспечению социальных гарантий                                                                           | Ирина Давыдовна Кальбфляйш                                        |  |  |
| Договорно-правовой департамент | Александр Геннадьевич Авдейко генерал-лейтенант внутренней службы |  |  |
| Организационно-аналитический департамент | Александр Петрович Горелов генерал-лейтенант внутренней службы    |  |  |
| |                                                                   |  |  |
| Экспертно-криминалистический центр | Вадим Викторович Казьмин генерал-лейтенант полиции                |  |  |
| Национальное центральное бюро Интерпола | Валерий Анатольевич Калачёв генерал-майор полиции                 |  |  |
| Контрольно-ревизионное управление | Николай Николаевич Пилюгин генерал-майор внутренней службы        |  |  |
| Бюро специальных технических мероприятий (включая Управление «К»)                                                                                           | Михаил Юрьевич Литвинов генерал-лейтенант                         |  |  |
| Оперативное управление | Александр Иванович Удовенко генерал-майор полиции                 |  |  |
| Организационно-штатное управление | Игорь Викторович Ковалёв генерал-майор внутренней службы          |  |  |
| Управление по взаимодействию с институтами гражданского общества и средствами массовой информации                                                           | Александр Александрович Князев генерал-майор внутренней службы    |  |  |
| Управление по обеспечению безопасности лиц, подлежащих государственной защите                                                                               | Сергей Владимирович Михалёв генерал-майор полиции                 |  |  |
| Управление по обеспечению безопасности крупных международных и массовых спортивных мероприятий                                                              | Леонид Эдуардович Гербановский генерал-лейтенант полиции          |  |  |
| Управление по организации дознания | Сергей Анатольевич Манахов генерал-майор полиции                  |  |  |
| Управление международного сотрудничества | Роман Александрович Терентьев генерал-майор внутренней службы     |  |  |
| Всероссийский научно-исследовательский институт МВД России                                                                                                  | Валерий Васильевич Кожокарь генерал-лейтенант полиции             |  |  |
| |                                                                   |  |  |
| Главный информационно-аналитический центр | Ильдар Рашидович Сафиуллин генерал-майор внутренней службы        |  |  |
| Главный центр связи и защиты информации | Владислав Евгеньевич Кузьминых полковник внутренней службы        |  |  |
| Главный центр административно-хозяйственного и транспортного обеспечения                                                                                    | Евгений Федорович Клапоцкий полковник полиции                     |  |  |
| Главный центр специальных перевозок | Антон Юрьевич Марков подполковник внутренней службы               |  |  |
| Научно-производственное объединение «Специальная техника и связь»                                                                                           | Сергей Геннадиевич Поволоцкий полковник внутренней службы         |  |  |
| Научный центр безопасности дорожного движения | Дмитрий Викторович Митрошин полковник полиции                     |  |  |
| Объединенная редакция | Александр Леонидович Жебровский полковник внутренней службы       |  |  |
| Центр кинологического обеспечения | Роман Викторович Зайцев генерал-майор полиции                     |  |  |
| Центр метрологии | Артём Сергеевич Рыжков (врио) старший лейтенант внутренней службы |  |  |
| Центр специального назначения в области обеспечения безопасности дорожного движения                                                                         | Валерий Николаевич Ермаков полковник полиции                      |  |  |
| Центр социальной работы | Валерий Вячеславович Алябьев полковник внутренней службы          |  |  |

### Территориальные органы внутренних дел
На окружном уровне:
- Главное управление МВД России по Северо-Кавказскому федеральному округу;
- Управления на транспорте МВД России

На межрегиональном уровне:
- Оперативные бюро МВД России,
- Центры специального назначения МВД России,
- Линейные управления МВД России

На региональном уровне:
- министерства внутренних дел по республикам РФ (22 министерства)
- Главные управления МВД России по иным субъектам Российской Федерации (18 главных управлений)
- Главное управление МВД России по г. Санкт-Петербургу и Ленинградской области (единственное Главное управление по двум субъектам Российской Федерации)
- Управления МВД России по иным субъектам Российской Федерации (43 управления)

На районном уровне:
- управления МВД России по районам, городам и иным административно-территориальным образованиям, в том числе по нескольким административно-территориальным образованиям(межрайонные),
- отделы МВД России по районам, городам и иным административно-территориальным образованиям, в том числе по нескольким административно-территориальным образованиям(межрайонные),
- управления МВД России по закрытым административно-территориальным образованиям, на особо важных и режимных объектах,
- отделы МВД России по закрытым административно-территориальным образованиям, на особо важных и режимных объектах
- линейные отделы МВД России,
- управление МВД России на комплексе «Байконур».

### Реформирование 2016 года
5 апреля 2016 года Президент России Владимир Путин заявил о том, что в систему Министерства внутренних дел Российской Федерации включаются Федеральная служба по контролю за оборотом наркотиков и Федеральная миграционная служба (образовавшие Главные управления МВД по контролю за оборотом наркотиков и по вопросам миграции соответственно), действовавшие до этого как отдельные органы.
На базе внутренних войск МВД России создаётся Федеральная служба войск национальной гвардии Российской Федерации (Росгвардия), не входящая в состав МВД России.

## Учебные заведения МВД России
Подготовка среднего и старшего начальствующего состава органов внутренних дел ведётся в образовательных учреждениях МВД России. На 2018 год вузы МВД России выпускают около 10 тыс. сотрудников в год.
Обучение высших сотрудников МВД России возможно и в Военной академии Генерального штаба Вооружённых сил Российской Федерации (Москва).

### Университеты МВД России
- Московский университет МВД России (г. Москва)
  - Московский областной филиал (Московская область, п. Старотеряево)
  - Рязанский филиал (г. Рязань)
  - Тверской филиал (г. Тверь)
- Краснодарский университет МВД России (г. Краснодар)
  - Крымский филиал (г. Симферополь)
  - Новороссийский филиал (г. Новороссийск)
  - Ставропольский филиал (г. Ставрополь)
  - Северо-Кавказский институт повышения квалификации сотрудников МВД России (г.Нальчик)
- Санкт-Петербургский университет МВД России (г. Санкт-Петербург)
  - Калининградский филиал (г. Калининград)

### Академии МВД России
- Академия управления МВД России (г. Москва)
- Волгоградская академия МВД России (г. Волгоград)
- Нижегородская академия МВД России (г. Нижний Новгород)
- Омская академия МВД России (г. Омск)

### Институты МВД России
- Всероссийский научно-исследовательский институт МВД России
- Всероссийский институт повышения квалификации сотрудников МВД России (ВИПК) (г. Домодедово)
  - Брянский филиал ВИПК (г. Брянск)
  - Филиал ВИПК в г. Набережные челны (г. Набережные Челны)
  - Филиал ВИПК в г. Пенза (г. Пенза)
- Тюменский юридический институт МВД России (г. Тюмень)
- Барнаульский юридический институт МВД России (г. Барнаул)
- Белгородский юридический институт МВД России (г. Белгород)
- Воронежский институт МВД России (г. Воронеж)
- Восточно-Сибирский институт МВД России (г. Иркутск)
- Дальневосточный юридический институт МВД России (г. Хабаровск)
- Казанский юридический институт МВД России (г. Казань)
- Орловский юридический институт МВД России (г. Орёл)
- Ростовский юридический институт МВД России (г. Ростов-на-Дону)
- Сибирский юридический институт МВД России (г. Красноярск)
  - Абаканский филиал заочного обучения Сибирского института (г. Абакан)
  - Представительство Сибирского юридического института в г. Кызыле (г. Кызыл)
- Уральский юридический институт МВД России (г. Екатеринбург)
- Уфимский юридический институт МВД России (г. Уфа)

## Ведомственные награды
- медаль «За доблесть в службе»
- медаль И. Д. Путилина
- медаль «За боевое содружество»
- медаль «За отличие в службе» I, II, III степени соответственно выслуге в 10, 15, 20 лет.
  - Обладатель I и II степени имеет право на присвоение звания «ветеран труда» при наличии соответствующей выслуги согласно ФЗ «О ветеранах»
- медаль «За разминирование»
- медаль «За трудовую доблесть»
  - Обладатель имеет право на присвоение звания «ветеран труда» при наличии соответствующей выслуги.
- медаль «За смелость во имя спасения»
- медаль «За заслуги в службе в особых условиях»
- медаль «За безупречную службу в МВД».
  - Обладатель имеет право на присвоение звания «ветеран труда» при наличии соответствующей выслуги
- медаль «За заслуги в научной и педагогической деятельности»
- медаль «За укрепление международного полицейского сотрудничества»
- медаль «100 лет международному полицейскому сотрудничеству»
- медаль «За вклад в укрепление правопорядка»
- медаль «За разминирование»
- медаль «300 лет российской полиции»
- медаль «200 лет МВД России» (отменена 6 августа 2013 года)
- медаль «70 лет подразделениям экономической безопасности МВД России» (отменена 6 августа 2013 года)
- медаль «100 лет кинологическим подразделениям МВД России» (отменена 6 августа 2013 года)
- медаль внутренних войск МВД «За содействие» (отменена 5 апреля 2016 года)
- медаль «За заслуги в деятельности специальных подразделений» (отменена 6 августа 2013 года)
- медаль «За заслуги в управленческой деятельности» I, II, III степени (отменена 6 августа 2013 года)
- медаль «200 лет внутренним войскам МВД России» (отменена 6 августа 2013 года)
- медаль «За заслуги в авиации» (отменена 6 августа 2013 года)
- медаль «За отвагу на пожаре» (отменена 6 августа 2013 года)
- медаль «За воинскую доблесть» (отменена 6 августа 2013 года)

### Нагрудные знаки МВД
- Памятный жетон НКВД Северной области РСФСР в честь 1-й годовщины Октября. 1918 г.
- «V лет Бакинской рабоче-крестьянской милиции». 1925 г.
- «VI лет рабоче-крестьянской милиции Украинской ССР». 1925 г.
- Служебный знак сотрудника Московского Уголовного розыска. с 1926 г.
- «V лет рабоче-крестьянской милиции Грузинской ССР». 1926 г.
- «V лет рабоче-крестьянской милиции Абхазской АССР». 1926 г.
- «X лет Главному управлению мест заключения». 1927 г.
- «За самоотверженную службу в милиции Крымской Республики». 1927 г.
- Служебный знак сотрудника активного состава Уголовного розыска. с 1927 г.
- «X лет рабоче-крестьянской милиции РСФСР». 1927 г.
- Служебный знак сотрудника Ленинградского Уголовного розыска. с 1928 г.
- «X лет рабоче-крестьянской милиции», г. Нежин, Украинская ССР. 1929 г.
- «X лет исправительно-трудовым учреждениям Украинской ССР». 1929 г.
- «X лет рабоче-крестьянской милиции Украинской ССР». 1929 г.
- Знак «ОСОДМИЛ». 1930 по 1932 гг. «Общество содействия органам милиции и уголовного розыска».
- Знак «БРИГАДМИЛ». С 1932 г. с надписью: «Укрепление совгосударства — дело рук трудящихся».
- «X лет рабоче-крестьянской милиции Азербайджанской ССР». 1930 г.
- «X лет рабоче-крестьянской милиции Армянской ССР». 1930 г.
- «Xлет рабоче-крестьянской милиции Грузинской ССР». 1931 г.
- «За лучшее соблюдение правил дорожного движения». Знак РКМ г. Москвы 1932 г.
- «Почетный работник РКМ» юбилейный знак учреждён 25 ноября 1932 года в честь 15-летия рабоче-крестьянской милиции и вручался за «…беспощадную борьбу с уголовной преступностью».. 23 апреля 1933 года было принято Постановление «Об орденах СССР и союзных республик и нагрудных значках», которым предписывалось все ранее учрежденные знаки, имеющие сходство с орденами, изъять и заменить на новые, утвержденные Президиумом ЦИК СССР. После опубликования постановления был принят новый знак «Почётный работник Рабоче-крестьянской милиции» ХV лет РКМ", которым награждали до 1940 года.
- «Почётный работник Рабоче-крестьянской милиции» ХV лет РКМ" с 1933 по 1940 г.г.
- «Лучшему работнику пожарной охраны НКВД» с 1936 по 1946 гг.
- «Заслуженный работник НКВД» с 1940 по 1946 г.г.
- «Лучшему работнику пожарной охраны МВД» с 1946 по 1962 гг.
- «Заслуженный работник МВД» с 1946 по 1949 г.г.
- «Бригады содействия милиции Советского района г. Москвы». знак 1950 г.
- Знак участкового. Эстонская ССР. 1950—1960 гг.
- «Отличный пограничник МВД» с 1953 по 1957 гг. в период нахождения погранвойск в составе МВД СССР.
- «Отличник милиции». МВД СССР. с 1953 по 1962 г.г.
- «Заслуженный работник МВД» с 1953 по 1962 г.г.
- «Отличник милиции МООП СССР». с 1962 по 1968 г.г.
- «Отличник внутренней службы МООП БССР» с 1962 по 1968 г.г.
- «Заслуженный работник МООП» с 1962 по 1968 г.г.
- «Лучшему работнику пожарной охраны МООП» с 1962 по 1968 г.г.
- «Отличник службы ВВ МООП» с 1962 по 1968 гг. надпись «ВВ МООП».(знак внутренних войск МООП СССР)
- «Заслуженный работник МВД 50 лет» 1967 г. знак к 50-ти летию МВД СССР.
- «Отличник службы ВВ МВД» с 1968 по 1970 гг. надпись «ВВ МВД».(знак внутренних войск МВД СССР)
- «Лучшему работнику пожарной охраны МВД» с 1968 г.
- «Заслуженный работник МВД» с 1968 по1989 г.г.
- «За отличие в службе ВВ МВД». I и II степеней с 1971 по 1995 г.г. (знак внутренних войск МВД СССР)
- «Отличник милиции» с 1970 по 1985 г.г. из белого металла.
- «Отличный пропагандист МВД СССР» с 1981 по 1985 г.г.
- «Отличник милиции» с 1985 по 1991 г.г. из жёлтого металла.
- «За отличную службу в МВД». с 1985 г. награждались офицеры милиции и офицеры внутренних войск МВД СССР.
- «За культурное шефство над органами внутренних дел» Нагрудный знак МВД СССР с 02 ноября 1986 г. по 1991 г.
- «Заслуженный работник МВД 70 лет». 1987 г. знак к 70-ти летию МВД СССР
- «Заслуженный участковый инспектор милиции». с 1987 по 1994 г.г.
- «Почётный сотрудник МВД» с 7 ноября 1998 г.
  - Обладатель имеет право на присвоение звания «ветеран труда» при наличии соответствующей выслуги.
- «За отличие в службе в особых условиях» с 31 октября 2012 г.
- «За отличную службу в МВД» I и II степеней с 31 октября 2012 г.
- «Отличник полиции» с 31 октября 2012 г.
- «Участник боевых действий МВД» с 31 марта 2000 г.
- «За содействие МВД» 14 июня 2000 г.
- «За отличие в службе ВВ МВД России» I и II степеней 27 января 1995 г. по 5 апреля 2016 г. (знак внутренних войск МВД России)
- «За верность долгу» 14 июня 2000 г. по 6 августа 2013 г.
- «За отличие» вневедомственной охраны МВД России с 2 августа 1999 г. по 6 августа 2013 г.
- «За отличие в службе ГАИ» I и II степеней с 25 января 1997 г. по 6 августа 2013 г.
- «Лучший сотрудник криминальной милиции» с 14 июня 2000 г. по 6 августа 2013 г.
- «Лучший участковый уполномоченный милиции» с 14 июня 2000 г. по 6 августа 2013 г.
- «Лучший следователь» с 14 июня 2000 г. по 6 августа 2013 г.
- «Лучший инспектор по делам несовершеннолетних» с 14 июня 2000 г. по 6 августа 2013 г.
- «Лучший сотрудник специальных подразделений милиции» с 14 июня 2000 г. по 6 августа 2013 г.
- «Лучший дознаватель» с 14 июня 2000 г. по 6 августа 2013 г.
- «Лучший сотрудник патрульно-постовой службы милиции» с 14 июня 2000 г. по 6 августа 2013 г.
- «Лучший работник пожарной охраны» с 14 июня 2000 г. по 6 августа 2013 г.
- «Отличник милиции» с 14 июня 2000 г. по 6 августа 2013 г.
- «Отличный пожарный» с 14 июня 2000 г. по 6 августа 2013 г.
- «200 лет МВД России» с 25 июля 2002 г. по 6 августа 2013 г.
- «200 лет внутренним войскам МВД России» с 24 сентября 2010 г. по 6 августа 2013 г.
- «300 лет российской полиции» памятный знак с 05.03.2018 г.

## Профессиональные праздники
20 января — День делопроизводственной службы МВД России 
12 февраля — День полиции общественной безопасности 
18 февраля — День транспортной полиции 
28 февраля — День образования инспекции по личному составу в системе МВД России
1 марта — День эксперта-криминалиста МВД России 
16 марта — День ОБЭП (ранее ОБХСС)
28 марта — День образования Дежурных частей МВД России
6 апреля — День работника следственных органов
20 апреля — День мобилизационных подразделений МВД России
28 апреля — День создания КРО в системе МВД России
31 мая — День подразделений по делам несовершеннолетних

5 июня — День образования российской полиции 
10 июня — День создания пресс-служб в системе МВД 
14 июня — День работников миграционной службы 
21 июня — День кинолога 
1 июля — День сотрудника отдела налоговых преступлений (ОНП) (ранее — ФСНП России)
3 июля — День ГАИ 
6 июля — День финансовой службы МВД России 
18 июля — День хозяйственной службы органов внутренних дел 
19 июля — День юридической службы МВД России 
25 июля — День сотрудника органов следствия Российской Федерации
7 августа — День подразделений оперативно-разыскной информации 
2 сентября — День патрульно-постовой службы полиции (ППСП) 
6 сентября — День образования центра по противодействию экстремизму (ЦПЭ, центр "Э")
23 сентября — День образования информационных подразделений МВД России
27 сентября — День образования НЦБ Интерпола МВД России
3 октября 1988г. - День образования отрядов милиции особого назначения (ОМОН) МВД СССР (с 05 апреля 2016 года ОМОН в составе ФСВНГ России).
5 октября 1918г. — День образования службы уголовного розыска России
7 октября — День образования штабных подразделений МВД России 
12 октября — День кадрового работника , День образования медицинской службы МВД России
16 октября — День дознания
19 октября — День оперативно-технических подразделений МВД России 10 ноября 1917г. — День образования милиции (01.03.2011 года милиция реорганизована в полицию)
15 ноября 1988г.— День образования подразделений по борьбе с организованной преступностью (РУОП, РУБОП,ГУБОП, УБОП) в 2008 году реорганизованы в ОРЧ - оперативно-разыскные части. В 2014 году ОРЧ реогранизованы в отделения по борьбе с оргпреступностью в составе областных управлений уголовного розыска, на чём история РУБОП заканчивается.
17 ноября — День участковых уполномоченных полиции
10 декабря — День образования подразделений связи МВД России 
18 декабря — День образования подразделений собственной безопасности
31 декабря — День образования специальных перевозок МВД России

## Памятники сотрудникам МВД
- Памятник сотрудникам УВД Мурманской области, погибшим при исполнении служебных обязанностей в военное и мирное время у административного здания УМВД России по Мурманской области.
- В городе Тамбове установлен памятник сотрудникам, погибшим при исполнении служебных обязанностей (ул. Советская, Первомайская площадь).
- Памятник пензенским милиционерам.
- Памятник Виктору Сурнину, возглавлявшему УВД Ульяновского облисполкома с 1989 по 1992[30].
- Памятник милиционерам на Пограничной (Владивосток).
- В подмосковном городе Рузе установлен монумент в память о сотрудниках милиции, погибшим при исполнении служебных обязанностей. Памятник стоит у входа в музей местной милиции[31].
- В Абакане установлена мемориальная стела с фамилиями сотрудников милиции, погибших при исполнении служебных обязанностей.
- В городе Орёл возле здания УВД расположен памятник сотрудникам, погибшим при исполнении служебных обязанностей.
- В городе Иркутск на бульваре Гагарина.
- В городе Белгороде установлен памятник гаишнику — Павлу Кирилловичу Гречихину.
- В городе Омске на Партизанской улице, напротив Культурного центра УМВД России по Омской области.
- В городе Махачкале, напротив здания МВД России по Республике Дагестан.
- В городе Усть-Илимске Иркутской области у мемориала «Три звезды» 10 ноября 2007 года установлен памятник сотрудникам милиции, погибшим в мирное время.[источник не указан 1288 дней]
- В городе Вологде 2 памятника: сотрудникам ОВД, погибшим при исполнении служебного долга (Октябрьский сквер, скульптор Виноградов) и погибшим сотрудникам спецподразделений МВД (ул. Западная).[источник не указан 1288 дней]
- В городе Череповце установлен памятник сотрудникам, погибшим при исполнении служебных обязанностей (бульвар Доменщиков)[32].
- В городе Самаре на улице Куйбышева, на месте сгоревшего здания ГУВД, расположен мемориал сотрудникам, погибшим при исполнении служебных обязанностей.
- В городе Самаре, на кладбище Рубежное установлен мемориал и имеется аллея с могилами сотрудников ГУВД Самарской области, погибших в пожаре 10 февраля 1999 года в здании ГУВД Самарской области по ул. Куйбышева, д. 42.
- В городе Самаре, по ул. Соколова, д. 34, на первом этаже здания областного управления внутренних дел установлен мемориал в память о погибших при исполнении обязанностей сотрудниках органов внутренних дел Самарской (Куйбышевской) области.
- В городе Самаре, по ул. Калинина, д.13 в фойе здания отдела полиции № 2 управления МВД по г. Самаре (Промышленный район) установлена мемориальная доска в память о младшем инспекторе связи и специальной техники технической группы УВД Промышленного района г. Самары, младшем сержанте милиции Дорогокупле Олеге Владимировиче, погибшем 14.06.1996 г. при исполнении служебных обязанностей на территории Чеченской Республики. Указом Президента Российской Федерации от 18 ноября 1996 года № 14825 младший сержант милиции Дорогокупля О.В. награждён орденом Мужества (посмертно).
- В городе Тольятти Самарской области, по Южному шоссе, д. 26, на первом этаже здания городского управления внутренних дел установлен мемориал в память о погибших при исполнении обязанностей сотрудниках органов внутренних дел Самарской (Куйбышевской) области.
- В городе Тольятти Самарской области, на фасаде дома № 84 по ул. Горького установлена мемориальная доска в память о сотруднике кинологического центра УВД г. Тольятти рядовом милиции Кошеле Владимире Николаевиче, погибшем 08 февраля 1982 года при задержании преступника, вооружённого охотничьим ружьём. Именем Кошеля В.Н. также в городе Тольятти переименована улица Промышленная. Рядовой милиции Кошель Владимир Николаевич посмертно награждён орденом Красной Звезды.
- В городе Челябинске на улице Труда в сквере около Краеведческого музея. Скульптурная композиция «Солдатам Правопорядка».
- В городе Кургане в сквере у Областной филармонии открыт памятник погибшим при исполнении сотрудникам МВД[33].
- Стела погибшим сотрудникам милиции, при исполнении служебного долга 19 сентября 1982 года, установлена в Еравнинском районе Республики Бурятия.
- В городе Ульяновске недалеко от регионального Управления внутренних дел, в маленьком скверике, установлен памятник милиционеру, а в самом здании УВД из бывшего входа на крыльце сделали мемориал погибшим сотрудникам правоохранительных органов.
- В г. Краснодаре по ул. Зиповская, в сквере у Дома культуры ЗИП 6 октября 2008 года установлен памятник "Сыщикам Кубанского уголовного розыска", в память о погибших при исполнении служебных обязанностей сотрудниках уголовного розыска Кубани.
- В г. Краснодаре, по ул. Гаврилова, 96, у входа в здание в главное управление МВД по Краснодарскому краю установлен памятник павшим на боевом посту сотрудникам органов внутренних дел.
- В г. Екатеринбург, Свердловской области, расположен он в парке на территории спортивного комплекса «Динамо» Открылся в сентябре 2002 года к 200-летию МВД России. Памятник олицетворяет символы мужества — щит и меч, а также символику герба России — фигуру Георгия Победоносца и пораженного им змея. Установлен в честь погибшим на боевом посту сотрудников органов внутренних дел.